# Parc naturel régional du Vexin français

logo

Het parc naturel régional du Vexin français is een gebied in Frankrijk, dat zich over 98 gemeenten in de Val-d'Oise en de Yvelines uitstrekt. Het is een open gebied ten noordwesten van de agglomeratie van Parijs. Het gebied wordt in het zuiden door de Seine en in het westen door de Epte begrensd.
Het idee om een regionaal natuurpark in de Vexin te creëren ontstond in 1973. De Vexin is een oude provincie van Frankrijk en een région naturelle. Het natuurpark ligt vooral in het zuidelijk deel van de Vexin. De grenzen van het parc naturel werden in 1995 officieel vastgesteld. Het natuurpark wordt vanuit een kasteel in Théméricourt beheerd. Er werd in 2004 in de Val-d'Oise een ander natuurpark ingesteld: het Parc naturel régional Oise-Pays de France. Het kan daardoor dat in de toekomst de gemeenten uit het departement Oise onderdeel van het Parc naturel régional du Vexin français worden.
Het natuurpark ligt op een plateau van kalksteen. Het heeft een zeer uiteenlopend landschap, waarvan het grootste deel zich op tussen 100 m en 150 m bevindt. Er zijn delen met kalksteen, met blauwgraslanden en vooral op de hoger gelegen delen bos. Er wordt vooral landbouw bedreven. Het is de richtlijn dat in stand te houden en de duurzame landbouw er zijn plaats te geven.
Het gebied heeft een oppervlakte van 710 km2 en heeft 78 000 inwoners.

## Websites
- (fr)  Parc naturel régional du Vexin français.